# Glyptotendipes verrucosus
Glyptotendipes verrucosus är en tvåvingeart som först beskrevs av Jean-Jacques Kieffer 1911.  Glyptotendipes verrucosus ingår i släktet Glyptotendipes och familjen fjädermyggor. Inga underarter finns listade i Catalogue of Life.